# Donald Penn
Donald Penn (* 27. April 1983 in Los Angeles, Kalifornien) ist ein ehemaliger US-amerikanischer American-Football-Spieler auf der Position des Offensive Tackles. Er spielte in der National Football League (NFL) für die Tampa Bay Buccaneers, die Oakland Raiders und die Washington Redskins.

## College
Penn besuchte die Utah State University und spielte für deren Mannschaft, die Aggies, erfolgreich College Football. Er bestritt insgesamt 44 Spiele, wobei er sowohl als rechter als auch als linker Offensive Tackle eingesetzt wurde.

## NFL

### Tampa Bay Buccaneers
Beim NFL Draft 2006 fand er keine Berücksichtigung, wurde aber danach von den  Minnesota Vikings als Free Agent verpflichtet. Er machte die gesamte Vorbereitung mit, schaffte es allerdings nur in den Practice Squad und wurde Anfang Oktober entlassen. Kurz darauf nahmen ihn die Tampa Bay Buccaneers unter Vertrag. Hier schaffte er es ins Team, blieb aber in seinem Rookiejahr ohne Einsatz. 2007 konnte er sich dann etablieren, lief in allen Spielen auf, zwölfmal sogar als Starter. In den folgenden sechs Spielzeiten wurde er zum unverzichtbaren Bestandteil der O-Line der Buccaneers und bestritt jedes Spiel als Starting-Tackle, zunächst rechts, dann auch auf der linken Seite. 2010 konnte er im Spiel gegen die San Francisco 49ers den ersten seiner bislang vier Touchdowns erzielen; in diesem Jahr wurde Penn auch erstmals in den Pro Bowl berufen.

### Oakland Raiders
Im März 2014 unterschrieb er bei den Oakland Raiders einen Zweijahresvertrag. 2016 wurde der Vertrag verlängert und Penn zum zweiten Mal in den Pro Bowl gewählt.
Am 16. März 2019 trennten sich die Raiders im Einvernehmen von Penn.

### Washington Redskins
Am 31. Juli 2019 nahmen ihn die Washington Redskins unter Vertrag.

### Karriereende
Im März 2021 unterschrieb Penn einen Vertrag bei den Las Vegas Raiders, um daraufhin als Spieler der Raiders seine Karriere zu beenden.